# Duga, Podgorica
Duga je naselje u comuna Podgorica, Muntenegru. Conform datelor de la recensământul din 2003, localitatea are 34 de locuitori (la recensământul din 1991 erau 36 de locuitori).

## Demografie
În satul Duga locuiesc 33 de persoane adulte, iar vârsta medie a populației este de 52,8 de ani (57,0 la bărbați și 49,9 la femei). În localitate sunt 13 gospodării, iar numărul mediu de membri în gospodărie este de 1,92.
Populația localității este foarte eterogenă.
Inace tu se nalazi i manastir Duga koji je obnovljen 1997 uz pomoc mati Jovane i ostalog sestrinstva.
|  |

| Demografie | Demografie | Demografie |
| An         | Locuitori  | Locuitori  |
| ---------- | ---------- | ---------- |
|            |            |            |
|            |            |            |
|            |            |            |
|            |            |            |
| 1948       | 161        |            |
| 1953       | 147        |            |
| 1961       | 121        |            |
| 1971       | 130        |            |
| 1981       | 80         |            |
| 1991       | 36         | 31         |
| 2003       | 34         | 34         |

| \| Componența etnică conform recensământului din 2003[2] \| Componența etnică conform recensământului din 2003[2] \| Componența etnică conform recensământului din 2003[2] \| Componența etnică conform recensământului din 2003[2] \| Componența etnică conform recensământului din 2003[2] \| \| ----------------------------------------------------- \| ----------------------------------------------------- \| ----------------------------------------------------- \| ----------------------------------------------------- \| ----------------------------------------------------- \| \| \| \| \| \| \| \| Muntenegreni \| Muntenegreni \| \| 15 \| 44,11% \| \| Sârbi \| Sârbi \| \| 11 \| 32,35% \| \| Rusi \| Rusi \| \| 2 \| 5,88% \| \| necunoscută \| necunoscută \| \| 0 \| 0% \| |              |  |    |        |
| Componența etnică conform recensământului din 2003 |              |  |    |        |
| |              |  |    |        |
| Muntenegreni | Muntenegreni |  | 15 | 44,11% |
| Sârbi | Sârbi        |  | 11 | 32,35% |
| Rusi | Rusi         |  | 2  | 5,88%  |
| necunoscută | necunoscută  |  | 0  | 0%     |